# Dolmen (entreprise)
Pour les articles homonymes, voir Dolmen (homonymie).
Dolmen SA est une société guingampaise de confection textile. Elle est spécialisée dans la production de vêtements de travail et s'adresse à une clientèle de professionnels de l'industrie, aux marins et à l'armée.
Elle a été placée en liquidation judiciaire le 18 juillet 2014

## Histoire
La société a été créée en 1922 par Émile Julienne à Guingamp ; il s'agit d'une manufacture de vêtements de travail. La famille d'Émile Julienne tient un commerce de vente en gros de crin et de tissu au mètre dans le centre-ville de Guingamp depuis 1840. 
En 1937, Émile Julienne passe les rênes de l'entreprise à son fils Guy.  
Guy Julienne décède en 1971. De 1971 à 1975 l'entreprise est reprise par un cousin, Paul-Henri Julienne, également actionnaire de l'entreprise,.
À partir de 1975, c'est Bruno Mabin, gendre de Guy Julienne qui prend la direction de l'entreprise. En 1976, l'entreprise se lance dans le prêt à porter masculin avec une collection de sportswear et crée la marque West Men. 
En 1987, les locaux de fabrication situés dans le centre-ville de Guingamp migrent vers des espaces plus spacieux dans la Zone Industrielle de Pabu.
Décès accidentel de Bruno Mabin en 1988. Sa femme, Béatrice reprend la société accompagnée de sa sœur Sylvie Le Merrer. 
En 2011, la société est revendue par la famille Julienne à Jean-François Cuny avec le soutien financier d'Armorique Développement (Thierry Meuriot).
Le tribunal de commerce de Saint-Brieuc a prononcé la liquidation de la société le 16 juillet 2014.

## Activité économique

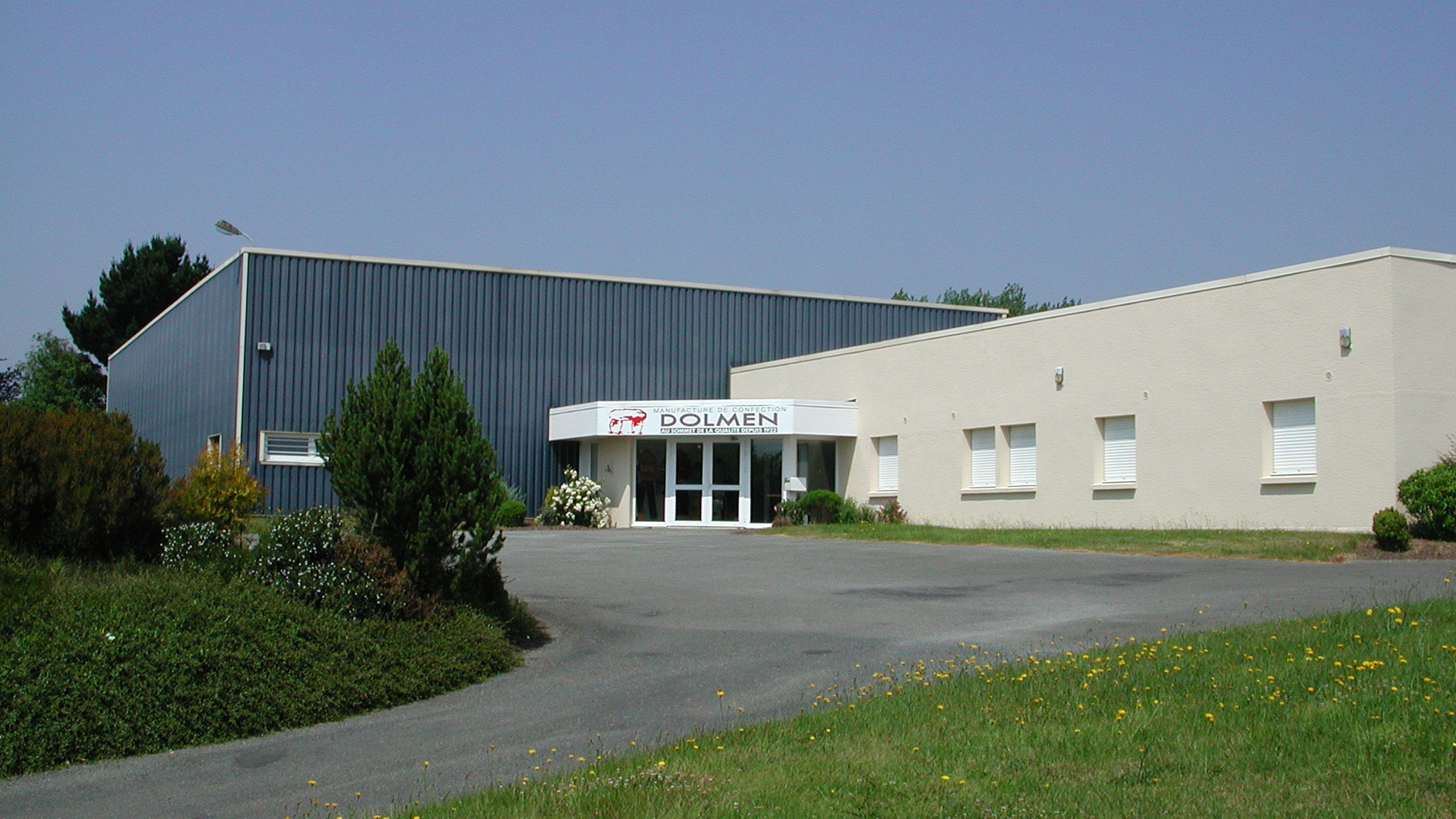
Société Dolmen à Pabu dans les Côtes d'Armor en 2007.

L'activité de la société est depuis l'origine la fabrication de vêtements de travail pour les entreprises industrielles, les marins et l'armée.

### La diversification
La société s'est ensuite diversifiée dans  : 
- le sportswear avec la marque West Men (1976)[1];
- le négoce avec la marque Terre de granit (pulls, sous-vêtements, parkas) en 2003[1];
- le prêt-à-porter féminin avec la marque S'Capade (2004)[1];
- la marque sous licence Cap Fréhel (sportswear marin), relocalisée en Bretagne en 2009 ; les vêtements étaient jusque-là fabriqués en Tunisie[5];

La société est également sous-traitante pour la fabrication de vêtements pour Armor-Lux.

### Le développement responsable
Lorsque Leclerc lance la marque Breizh Mod, conçue autour du «Made in France», la société Dolmen répond présente.    
L'entreprise de confection s'est engagée dans l'écologie, et le développement durable : 
- adoption du label oeko-tex qui certifie qu'aucun produit dangereux pour la peau n'est utilisé dans la teinture des tissus[1];
- suivi des recommandations de la Charte Fibre citoyenne de Yamana, organisation qui délivre un label responsable spécifique au secteur du textile[9]
- association en 2008 au programme de co-développement avec l'UEMOA (Union économique monétaire ouest-africaine) afin de s'assurer d'une source de coton bio-équitable[10].

### Les difficultés économiques
Confrontée à la concurrence du sud-est asiatique dans le textile, l'entreprise commence à avoir des difficultés économiques. Ces difficultés se traduisent en 2013 par la fermeture de la boutique de Saint-Brieuc, puis par le redressement judiciaire, prononcé le 24 juillet 2013.
Des acteurs du secteur se disent intéressés, comme le breton Armor Lux, par ailleurs client de Dolmen. On a également parlé du groupe Le Graët. 
En grandes difficultés financières, le patron de l'entreprise lance un appel aux investisseurs le 9 juillet dans Le Figaro, le 12 juillet dans Le Télégramme, puis le 15 juillet sur les ondes d'Europe 1. Malgré ces efforts, la société est liquidée le 16 juillet 2014.

### La renaissance
Le tribunal de commerce de Saint Brieuc valide un plan de reprise fin octobre 2014. Cette reprise est menée par un investisseur suisse, Clément Gutzwiller, à hauteur de 75 %, ainsi que l'entreprise Complément Europe,. La nouvelle société se nomme Dolmen Manufacture SAS et emploie 22 salariés,. En 2016, l'entreprise semble sortie de l'ornière. Elle emploie 24 salariés et ses capacités de production sont d'approximativement 50 000 pièces par an.
Le 15 janvier 2017, un reportage de 15 minutes lui est consacré en première partie de soirée dans l'émission Capital de M6. De l'aveu de la direction de l'entreprise, ce passage à la télévision a suscité de l'intérêt pour la production de l'entreprise défenseur du « Made in France ».

## Quelques chiffres
| Années              | 2000 | 2001 | 2002 | 2003 | 2004 | 2005 | 2006 | 2007 | 2008 | 2009 | 2010 | 2011 | 2012 | 2013 |
| ------------------- | ---- | ---- | ---- | ---- | ---- | ---- | ---- | ---- | ---- | ---- | ---- | ---- | ---- | ---- |
| Chiffres d'affaires | 3    | 3    | 3    | 2,9  | 2,8  | 2,6  | 2,5  | 2,5  | 2,5  | 2,3  | 2,3  | 2,3  | 2,3  |      |
| Effectif            |      |      |      |      |      | 52   | 52   | 54   | 49   | 52   | 45   | 44   | 45   |      |

| Années              | 2016 |
| ------------------- | ---- |
| Chiffres d'affaires |      |
| Effectif            | 24   |